# Eustacio de Capadocia
Eustacio (en griego: Εὐστάθιος) de Capadocia fue un filósofo y teúrgo neoplatónico, discípulo de Jámblico y de Edesio, que vivió a comienzos del siglo IV. 

## Biografía
Cuando Edesio tuvo que dejar Capadocia, Eustacio ocupó su lugar. Eunapio, que es nuestra única fuente sobre este autor, asegura que era el mejor de los hombres y un gran orador, cuya dulzura al hablar igualaba las canciones de las sirenas. Tan grande era su fama que cuando los persas asediaron Antioquía, y el imperio se vio amenazado de guerra, el emperador Constancio II ordenó que se enviara a Eustacio como embajador ante el rey Sapor II, aunque el sabio era pagano. El rey persa quedó fascinado por su oratoria. Sus paisanos y amigos, que lo añoraban, enviaron mensajeros para pedirle que volviera, pero él rehusó hacerlo, aduciendo ciertas señales y augurios. 
Según cuenta Eunapio, la esposa de Eustacio, Sosípatra lo sobrepasó incluso en talento y sabiduría. Tuvieron tres hijos, uno de los cuales, Antonino, fue también filósofo y teúrgo.